# Ганнібал
Ганнібал (пун. 𐤇𐤍𐤁𐤏𐤋𐤟𐤁𐤓𐤒, BRQ ḤNBʿL; 247—183 р.р. до н. е.), повне ім'я Ганнібал Барка, карфагенський полководець, вважається одним з найвеличніших полководців в історії. Батько Ганнібала Гамількар Барка успішно командував карфагенськими військами під час Першої Пунічної війни. Його молодшими братами були Магон і Гасдрубал.
Ганнібал жив у період найбільшого напруження на теренах Середземномор'я. За легендою, у віці 9 років він заприсягнувся батькові довічно бути ворогом Риму. Ставши головнокомандувачем карфагенського війська в Іспанії, розпочав Другу Пунічну війну, атакувавши місто Сагунт. Одним з його найбільших військових успіхів став перехід з Іберійського півострова через Піренеї та Альпи в Італію. Протягом перших трьох років війни Ганнібалові вдалося здобути три великі перемоги в Італії — при Требії, Тразименському озері та Каннах, у яких проявився талант Ганнібала як полководця. Ганнібал продовжував військові дії на території Італії протягом 15 років, але римлянам вдалося переломити хід війни, перейшовши в наступ спочатку в Іспанії, а потім і в Африці. Викликаний карфагенською владою на допомогу для захисту столиці, Ганнібал зазнав поразки у битві при Замі.
Після війни Ганнібал займався політичною діяльністю, зокрема, недовго обіймав посаду суфета, допоки у 196 р. до н. е. не був звинувачений в антиримській діяльності й змушений був відправитися у вигнання.
У вигнанні Ганнібал служив радником при дворі сирійського правителя Антіоха ІІІ Великого і розробляв план війни проти Риму. У 190 р. до н. е. після поразки Антіоха ІІІ у битві при Магнезії знову був змушений тікати. Останній свій притулок Ганнібал знайшов у Віфінії, де у 183 р. до н. е. був зраджений місцевим правителем і, не бажаючи здаватися римлянам, наклав на себе руки.
Ганнібал вважається одним із найвеличніших військових стратегів в історії, а також стоїть в одному ряду з такими полководцями античності, як Александр Македонський, Юлій Цезар та Пірр Епірський.

## Походження імені
Ім'я Ганнібала у фінікійській транскрипції подавалося без голосних — HNBL. Грецькі історики представляли його як «Annibas Barkas». Значення імені до наших днів залишається достеменно невідомим — існують такі версії як «дар Баала», «Баал милостивий».
Барка (BRQ) було прізвиськом його аристократичного роду й означало у перекладі «блискавка».

## Дитинство та юність
Ганнібал був одним із синів карфагенського полководця Гамількара Барки, мав кількох сестер та двох братів — Гасдрубала та Магона. Ще дитиною він застав Повстання найманців та завоювання Іберії. Прізвисько Барка («блискавка»), мабуть, було спадковим, тому що пізніше Ганнібал і його брати також носили ім'я Барка.
Після поразки Карфагена у Першій Пунічній війні Гамількара було відіслано в Іберію, щоб «покращити там справи Карфагена». Країна була розореною після війни, тому за відсутністю кораблів Гамількару довелося долати шлях з Африки до Іспанії суходолом.
Він узяв з собою в похід і свого сина — Ганнібала, якому, перед тим як вирушити, наказав принести клятву, яка набула значення крилатого вислову «Ганнібалова клятва». Гамількар спитав сина чи хоче той вирушити разом з ним, почувши схвальну відповідь, Гамількар сказав, що перед жертовним вівтарем він має поклястися бути довічним ворогом Риму. 
За Полібієм, ця історія була розказана самим Ганнібалом селевкідському царю Антіоху ІІІ.
Дитинство Ганнібала пройшло в місті Гадес, з якого його батько почав завойовницькі походи в Іспанії. Гамількар піклувався про освіту сину, тому найняв для нього вчителів з Карфагену та Еллади, від яких він отримав загальні знання та навчився класичним мовам.
З часом Ганнібал почав брати участь і у військових авантюрах батька. Зокрема, Гамількар відвоював у місцевих племен золоті та срібні копальні й відновив карбування монети для виплати контрибуції Римові. У 229 р. до н. е. він взяв в облогу місто Геліка, біля якого, потрапивши у засідку оретанів, загинув, рятуючи Ганнібала та Гасдрубала.
По смерті Гамількара командувачем армією став його зять Гасдрубал, який служив його помічником. Гасдрубалові вдалося помститися за смерть Гамількара та розширити карфагенські володіння в Іспанії. Він підписав договір з Римом про розподіл сфер впливу на Іберійському півострові, в якому йшлося, що Карфаген не претендуватиме на землі північніше річки Ебро, якщо Рим не буде здійснювати експансію на південні території.

## Початок військової кар'єри
За Лівієм, Ганнібал після смерті батька від'їжджав з братами до Карфагену, але у 224 р. до н. е. повернувся до Іспанії, де отримав посаду командира кінноти в армії Гасдрубала.
У 221 р. до н. е. Гасдрубал був убитий власним слугою і війська обрали своїм командиром Ганнібала, згодом він був призначений карфагенським урядом головнокомандувачем військами в Іспанії. Лівій писав, що воїни бачили в образі Ганнібала молодого Гамількара з все тим же запалом в очах.
Прийнявши командування, Ганнібал взявся за розширення володінь в Іспанії та укріпленні карфагенських позицій. Впродовж двох років йому вдалося повністю підкорити іберійські племена південніше річки Ебро. У своєму першому поході він взяв у облогу та захопив столицю олькадів, фортецю Альталію, що призвело до визнання ними влади Карфагену над собою. Також були підкорені Саламантика та Арбокала, а Ганнібал в свою чергу одружився з іберійською принцесою Імількі. 

Дії Ганнібала не могли не занепокоїти Рим, ситуація ускладнювалася повстанням у римському протектораті Сагунті, яке було придушене римськими військами. Римське посольство застерегло Ганнібала від військових дій проти Сагунта, мотивуючи це тим, що напад на Сагунт буде розцінений як напад на римські володіння. Ганнібал не дав римлянам прямої відповіді на питання щодо агресії, заявивши про напади на карфагенські території зі сторони Сагунту.
Ганнібал повідомив у столицю про наступ Сагунту на права прибічників Карфагену, у відповідь на що рада старійшин наказала йому діяти на власний розсуд. Сагунт було взято в облогу і після восьмимісячної облоги спалено, а населення страчено або продано в рабство. Римське посольство прибуло до Карфагену з вимогою видачі Ганнібала для суду за римськими законами, але зважаючи на популярність та авторитет Ганнібала, рада старійшин відповіла відмовою, на що римляни оголосили війну.
Уряд Карфагену призначив Ганнібала відповідальним за ведення бойових дій.

## Друга Пунічна війна. Кампанія в Італії (218—204 до н.е.)

### Від Іберії до Італії
План походу не був спонтанним рішенням і продумувався ще Гасдрубалом Красивим за його командування в Іспанії. Римляни побоювалися союзу карфагенян з племенами кельтів, тому до 220 р. до н. е. підкорили Цизальпійську Галлію. Смерть Гасдрубала фактично збіглася з цією подією і тепер доля задуму знаходилася в руках Ганнібала. Римляни, почуваючи себе в цілковитій безпеці від вторгнення галло-карфагенських військ, з початком війни відправили двох консулів в Іспанію та Сицилію для подальшого вторгнення в Африку. Не маючи іншого виходу, Ганнібал вирішив сам перейти до активних дій і атакувати римлян в Італії, таким чином захистивши Африку.

Ганнібал вирушив у похід з Нового Карфагену наприкінці весни 218 р. до н. е., попередньо посиливши місцеві гарнізони армією у 20000 воїнів та призначивши свого брата Гасдрубала відповідальним за управління та оборону іспанських земель. За записами Полібія, армія Ганнібала налічувала 90 тисяч піхотинців, 12 тисяч вершників та 37 бойових слонів, з яких 11 тисяч він залишив у Каталонії під командуванням Ганнона і стільки ж, небажаючих полишати батьківщину солдатів, він розпустив по домівках, тому до Галлії увійшло 40000 піших воїнів та 12000 вершників, що наштовхує на думку, що лише в Іспанії Ганнібал втратив близько третини своєї армії в боях. Це твердження не виглядає правдоподібним і не має джерельних підтверджень, тому сучасні історики схиляються до початкового розміру армії в 60-70 тис. воїнів.

Ганнібал розумів, що йому потрібно буде перейти Піренеї, Альпи та велику кількість бурхливих річок. На додачу до всього проблемою могли стати войовничі племена галлів, через територію яких доведеться пройти. За допомогою дарів галльським вождям широкомасштабної битви вдалося уникнути і до кінця серпня 218 р. до н. е. армія Ганнібала вийшла до берегів Рони. Він вирішив звернути вглиб континенту, щоб уникнути зустрічі з консульською армією Публія Корнелія Сципіона, який просувався в напрямку Іспанії узбережжям Середземного моря і зупинився табором у Массалії.

Після переправи через Рону випадково зіткнулися між собою карфагенська та римська розвідки і Сципіонові стало зрозумілим те, що Ганнібал просувається в напрямку Італії. Римський консул вирушив назустріч карфагенському війську, але знайшов лише полишений табір Ганнібала. Сципіон відмовився від подальшого переслідування противника і повернувся з частиною армії в долину По, щоб зустріти його в Італії, а іншій частині наказав продовжувати перехід в Іспанію.
Пройшовши в гору по течії, а потім і вздовж Ізера, Ганнібал вийшов до підніжжя Альп у середині жовтня. Підйом на висоту понад  3000 метрів не виявився легкою справою і його армії неодноразово доводилося вступати в бій з місцевими гірськими племенами.

Лівій пише, що і спуск з гір ознаменувався великими труднощами і зайняв шість днів. Спускаючись, Ганнібал помітив, що шлях униз перекритий завалом з каміння, для того, щоб розчистити собі шлях, йому довелося вдатися до певних хитрощів , використати оцет та багаття для того, щоб розколоти величезні брили.
У підсумку Ганнібал через два тижні спустився з гір у верхню долину Морієни з військом, згідно з повідомленнями Полібія, у 20000 піших, 4000 вершників та лише з кількома уцілілими слонами.
Ганнібалове бачення війни частково було плодом спілкування з грецькими вчителями й частково — спричинене особистим досвідом його батька Гамількара. Він вважав, що єдиним способом перемогти Рим буде руйнування Римо-Італійського союзу шляхом надання його членам прав вільних міст-держав, аніж воювати проти об'єднаної римської держави. Пам'ятаючи про гіркий досвід свого батька у війні на власній території, Ганнібал переніс театр бойових дій на територію супротивника.
Перейшовши через Альпи і мобілізувавши величезні людські ресурси, полководець дав перший поштовх потрясінням, від яких Середземномор'я потерпатиме найближчі майже два десятиліття.

### Битва при Требії

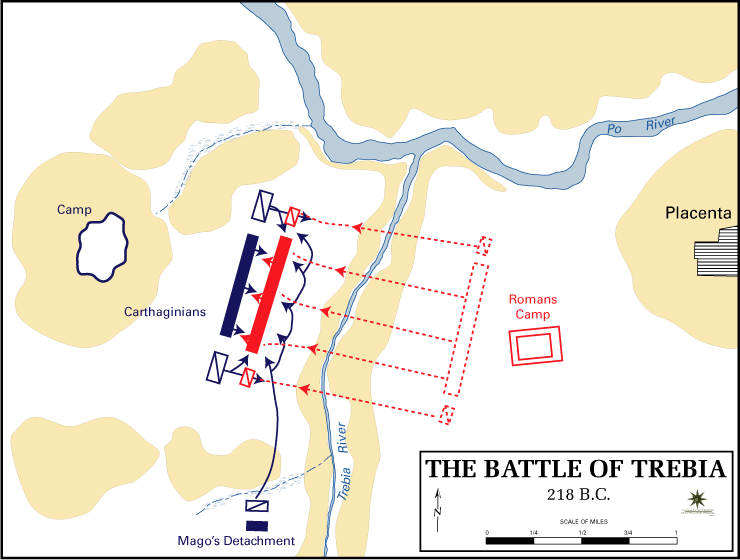
Схема битви при Требії Битва при Требії

Швидка поява Ганнібала в Італії стала несподіванкою для римського сенату. Спустившись у долину По, карфагеняни штурмом узяли столицю тавринів (сучасний Турин), після чого деякі галльські племена почали переходити на бік карфагенян, проте більшість залишалася осторонь під страхом присутності римлян. Для боротьби з Ганнібалом римляни тимчасово відмовилися від вторгнення в Африку і відкликали із Сицилії консула Тиберія Семпронія Лонга. Карфагенський полководець, своєю чергою, також бажав швидкої переможної битви для того, щоб схилити місцеві племена на свій бік. Біля ріки Тіцин відбулася перша сутичка на території Італії між військами Ганнібала та Публія Корнелія Сципіона (батька Публія Корнелія Сципіона Африканського).

Битва звелася до сутички між римською і пунійською кавалерією, під ударами противника в тил римлянам довелося відступити, а серед допоміжних галльських частин стався заколот і багато з них перейшли на сторону Ганнібала.
Після того як звістка про поразку при Тіцині дійшла до Риму Семпронію Лонгу було наказано йти назустріч Ганнібалові і дати генеральну битву.

Ганнібал вдало маневрував, уникаючи битви в незручному місці, зрештою, скориставшись нетерплячістю Семпронія і змусивши римські легіони перейти річку Требію вбрід, прийняв бій на березі. Битва від самого початку була запеклою і тривала, доки бойові порядки римлян не були атаковані із засідки кавалерією Ганнібалового брата Магона.
Перемога мала великий політичний і моральний ефект — під контроль карфагенської армії перейшла вся територія Цизальпійської Галлії, а під карфагенські знамена стали всі племена, які населяли регіон. Через поразку в Римі почали сприймати Ганнібала як серйозну загрозу, а не як чергового варвара.

### Битва при Тразименському озері
Ганнібал розквартирував свої війська на зимівлю серед галлів, підтримкою яких він заручився. Навесні 217 р. до н. е. полководець вирішив продовжити просування на південь. Він вирушив до Апеннін, перейшовши їх через перевал Поретта. Новообрані консули Гней Сервілій Гемін та Гай Фламіній очікували прямого наступу на Рим, тому розташували свої армії на східному та західному напрямку відповідно, римляни не передбачали використання Ганнібалом інших шляхів.

Єдиний альтернативний шлях до центральної Італії в цей час був через Клузійські болота річки Арна. Ганнібал усвідомлював складність цього маршруту, але надав йому перевагу як найшвидшому й найкоротшому з наявних. Полібій писав, що армія Ганнібала змушена була йти через непрохідні болота впродовж трьох днів і ночей без зупинки на перепочинок, а сам полководець отримав тяжке запалення ока, внаслідок чого втратив його і змушений був носити пов'язку до кінця життя.

Прибувши в Етрурію навесні 217 р. до н. е. і вирішивши виманити основну римську армію на битву, Ганнібал вдався до спустошення регіону, для захисту якого було послано Фламінія. Також у такий спосіб він вирішив перевірити римських союзників на вірність Риму, Ганнібал сподівався, що через набіги вони відколються від центру, який не може їх захистити. 

Гай Фламіній піддався на хитрість Ганнібала і вийшов йому назустріч, але карфагенянин вдався до вдаваного відступу. Армія римського консула потрапила в пастку на березі Тразименського озера — Ганнібал розмістив свою армію в засідці, легіони Фламінія було оточено з трьох боків і розгромлено. Цього дня Рим зазнав однієї з найтяжчих поразок за всю історію — на полі бою залишилося 15 тисяч убитих і сам консул Гай Фламіній.
Становище ускладнювалося ще й тим, що загін вершників (бл. 4000) пропретора Гая Центенія, посланий на допомогу Фламінію, був розгромлений кавалерією Магарбала. 

Дорога на Рим стала для Ганнібала легкою прогулянкою — він опинився від столиці республіки у 80 милях, а на його шляху не стояло жодних серйозних військових формувань. Незважаючи на це, пунійський полководець вирішив не брати Рим в облогу, усвідомлюючи, що взяти таке велике укріплене місто без залишених перед Альпами облогових машин не вдасться. Натомість він вирішив рушити на південь Апеннінського півострова, зайняти економічно привабливі райони і, надавши незалежність римським союзникам, спровокувати всеохопне повстання в Італії.

У Римі, через навислу загрозу, на півроку було призначено воєнного диктатора Фабія Максима. Новопризначений диктатор вирішив відійти від звичної римської військової стратегії генеральних битв, а вдатися до іншої, пізніше названої його іменем, тактики уникнення великих сутичок та виснаження супротивника дрібними наскоками.
Ганнібал плюндрував землі Апулії, але не міг нав'язати Фабію битву, тому вирушив у Самній, а потім і в Кампанію. Тут біля Казиліна Ганнібал навіть потрапив у пастку Фабія, але, використавши свій геній, зумів вивести армію з оточення без втрат. Заняття Кампанії викликало невдоволення в римському сенаті, хоча реальне положення карфагенської армії було далеким від задовільного — будучи затиснутими в одній області під постійними партизанськими нападами, війська відчували значні проблеми з продовольством. Наступники Фабія консули Гней Сервілій Гемін та Марк Атілій Регул продовжували дотримуватися його стратегії. Ганнібалові потрібна була вирішальна битва, а в Римі почали набирати оберти популістські заклики знищити ослаблену ворожу армію.

### Битва при Каннах
Навесні 216 р. до н. е. Ганнібал, вичерпавши всі наявні запаси продовольства, рушив у Канни. Взявши Канни, він поставив себе між Римом і його джерелами забезпечення провізією. Цього ж року консульську владу одержали Гай Теренцій Варрон та Луцій Емілій Павел, Рим, сподіваючись розв'язати проблему із загарбником, вдався до раніше небаченої концентрації військових ресурсів: було зібрано 22 легіони, 87-92 тис. чоловік.

Римляни та союзники вирушили на південь Апулії, щоб прийняти бій з Ганнібалом. Вони зустрілися з його армією на лівому березі річки Ауфід і стали табором на відстані 10 кілометрів від неї. Консульські армії цього разу були подвоєні і складали в сумі 8 легіонів, і стільки ж союзних військ. У день битви за жеребом була Варронова черга командувати армією, людини, за свідченнями Лівія, нетерплячої і безрозсудної. Ганнібал використав жагу Варрона до перемоги на свою користь — він вибудував свої війська у формі півкола або серпа, розмістивши в центрі галльські частини, а по флангам досвідчених африканських та іспанських найманців.
Таким чином йому вдалося фактично нівелювати дворазову перевагу римлян у піхоті, а в кінноті за Ганнібалом традиційно залишалася першість перед римлянами. З початком бою кавалерія Магарбала нав'язала бій римським вершникам, таким чином залишивши фланги легіонів без захисту. Римляни, впевнені у своїй чисельній перевазі, почали тиснути карфагенський центр, який почав просідати під натиском переважаючого супротивника. Відчувши близькість перемоги, Варрон вводив у бій дедалі більше й більше воїнів. Коли фланги карфагенян порівнялися з останніми рядами легіонерів, африканські частини Ганнібала здійснили свій удар, оточивши римську армію з трьох боків. Вершники Магарбала і Ганнона, зім'явши кавалерію противника, вдарили з тилу і замкнули кільце.

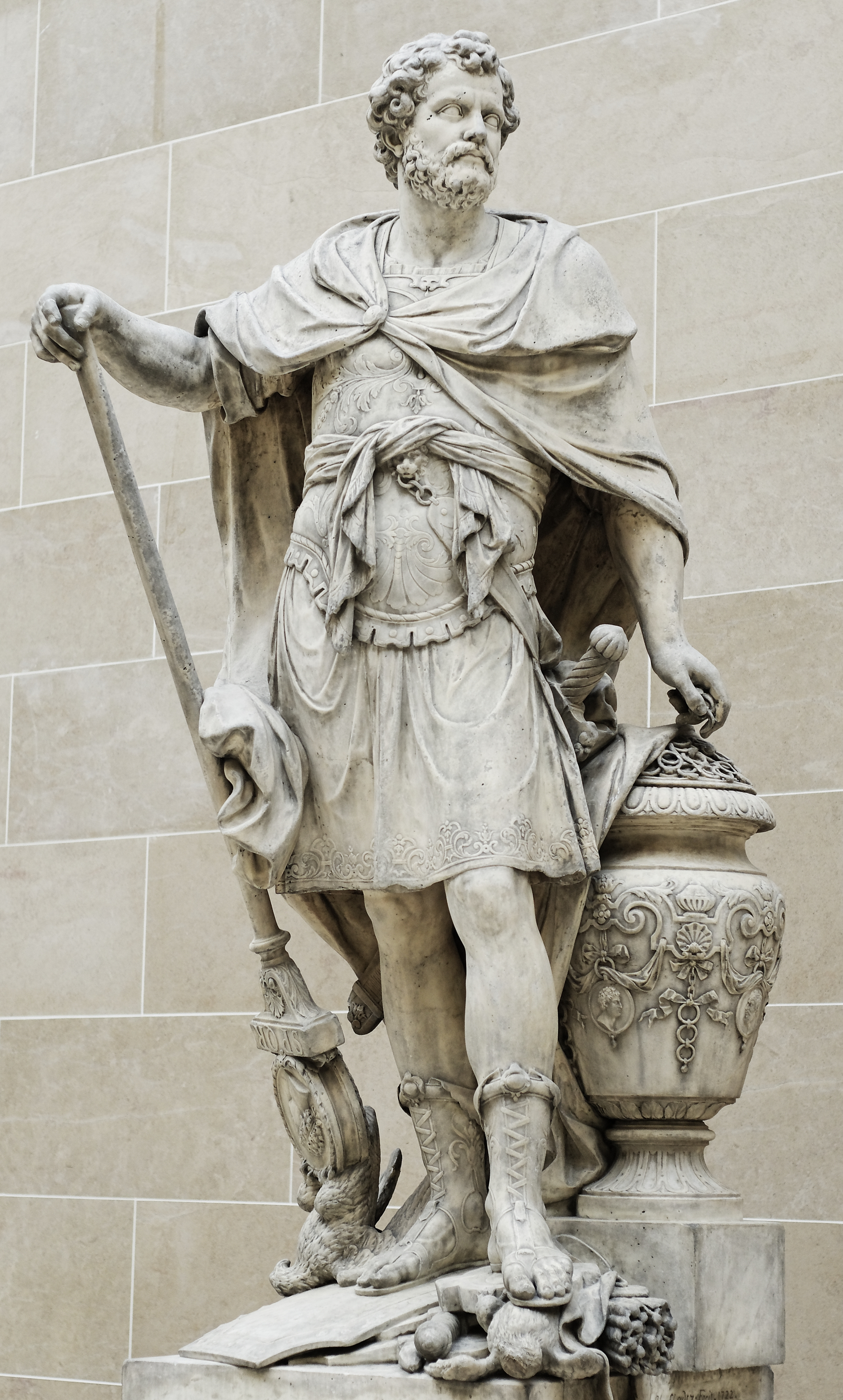
Ганнібал рахує кільця вбитих римських сенаторів у битві при Каннах 216 р до н. е.

Завдячуючи блискучому тактичному задуму, Ганнібалові, незважаючи на розклади перед битвою не на свою користь, вдалося оточити і знищити значно переважаючі сили противника. Залежно від джерела, втрати римської армії коливаються від 50 до 70 тисяч убитими, пораненими та взятими в полон. Серед тих, хто залишився назавжди на полі бою, були консул Луцій Емілій Павел, обидва попередні консули, двоє квесторів, двадцять дев'ять з вісімдесяти чотирьох військових трибунів та близько 80 сенаторів. Битва стала справжньою катастрофою для Римської республіки та залишається однією з найкривавіших битв в історії за кількістю загиблих протягом одного дня.
Після поразки римляни докорінно переглянули свою тактику і більше не дали Ганнібалові в Італії жодної рішучої битви. Ганнібал запропонував сенатові свої положення капітуляції, які були відкинуті. Залишалося лише йти прямо на Рим, але полководець знову відмовився від цієї ідею, вважається, що це було через нестачу людей, грошей та машин для облоги — римляни, незважаючи на втрати, досі мали людські резерви більші, ніж Ганнібал. Він направив прохання до Карфагену надати йому вище згадане, але Рада старійшин під впливом опозиції до Ганнібала відмовила йому.
Ганнібал був людиною, яка могла чітко оцінити ситуацію і діяти відповідно до неї, тому фраза Магарбала «Ганнібал, ти вмієш перемагати, але не вмієш користуватися перемогою» не є насправді такою актуальною, як могло б здатися.
Внаслідок перемоги до Ганнібала приєдналося багато римських союзників. Полібій відмічав, що «Значно серйознішою за поразку при Каннах була ганебна поведінка союзників, які в лиху годину легко змінили вірність Риму на зрадливість». Того ж року грецькі поліси на Сицилії підняли повстання проти римського панування, а македонський цар Філіп V висловив свою підтримку і пообіцяв розпочати війну проти Риму. Також Ганнібал покладався на союз із сиракузьким тираном Гієроном.
Рішення Ганнібала щодо наступу на Рим залишається предметом дискусій — можливо, він би вдався до рішучих дій, отримавши підтримку з Карфагену, натомість під його контроль перейшла велика кількість територій Апеннінського півострову, включно з другим за величиною містом Капуя, у якому Ганнібал розквартирував свої війська. Однак, незважаючи на все, не всі міста Італії прийняли Ганнібала за союзника і залишилися вірними Риму.

### Безвихідь і перелом у війні
Стратегічно війна зайшла у глухий кут. Римляни продовжували вдаватися до тактики Фабія, зрозумівши, що вона є шляхом до перемоги над Ганнібалом.
Ганнібал намагався захопити Неаполь, але зазнав невдачі: римляни, користуючись своєю перевагою у людських резервах, скували його на півдні Італії, паралельно вдаючись до тактики випаленої землі. Ганнібалові довелося розпиляти сили на дрібні сутички всередині окупованих земель, щоб утримати свої позиції під маневрами римських армій.

У 212 р. до н. е. римляни у складі трьох армій взяли Капую в облогу, але Ганнібал відповів перемогою при Гердонії і облогу тимчасово вдалося зняти, але як тільки він полишив місто, воно знову було оточене.
Наступного року зняти її вже не вдалося, Ганнібал зазнав поразки від атакуючих, але все ж вирішив узяти в облогу Рим, щоб відволікти увагу римських військ від Капуї. Проте, підійшовши впритул до стін міста і оцінивши масштаби укріплень, підготовка до штурму яких зайняла би більше року, був змушений відступити. Поява Ганнібала в безпосередній близькості від столиці неабияк налякала мешканців, ще не одне століття римські матері лякали своїх дітей фразою  'Hannibal ante portas'  («Ганнібал на порозі»).
Маневр карфагенського полководця не врятував Капую від падіння, що стало величезним ударом по позиціях Ганнібала в Італії. Налякані суворою карою жителів Капуї, інші міста почали переходити на сторону римлян. Ганнібал став буквально відчувати, що земля вислизає з-під його ніг — втрата авторитету серед союзників, зрада власних урядовців (через політичні інтриги та банальну заздрість і жадібність, які розривали Карфаген зсередини) і, відповідно, неспроможність протиставити щось переважаючим римським ресурсам.
Карфагенська вертикаль влади була олігархією під маскою республіки. Формально влада належала сенатові, але реальний вплив був у «Ради 30 знатних» та суддів «Ради Ста Чотирьох», представники якої походили зі знатних сімей. У період Другої Пунічної війни Карфаген був розділений на дві опонуючі політичні сили: партію прибічників воєнної політики — «Баркідів» та партію Ганнона ІІ Великого, яка виступала за мирне врегулювання спірних питань шляхом угод — у дусі Карфагену було твердження про можливість купити будь-що за гроші. Саме Ганнон наполягав на ненаданні Ганнібалу підкріплень після перемоги при Каннах.
Ганнібал розпочав війну, не заручившись повною підтримкою карфагенської олігархії. Атакувавши Сагунт, він поставив їх перед вибором: оголосити війну Риму або поступитися впливом на Іберійському півострові. Саме ці багаті люди контролювали основні ресурси країни, а Ганнібал лише користувався частиною, яка була йому надана. Після початку війни він жодного разу не отримував підкріплення з Африки чи Іспанії, будучи змушений компенсувати втрати вербовкою місцевого населення. Торгові інтереси карфагенської верхівки були спрямовані на захист своїх джерел прибутку в Іспанії, аніж на фінансування кампанії Ганнібала.

## Завершення Другої Пунічної війни (204—201 до н.е.)

### Повернення в Африку
Після падіння Капуї Ганнібалові вдалося знову перемогти при Гердонії, далі війна в Апулії йшла з перемінним успіхом, однак римлянам вдалося придушити бунтівні настрої на Сицилії, взявши штурмом Сиракузи. Проти Філіпа V було сформовано Етолійську лігу і положення Македонії ускладнилося через загрозу як від римлян, так і від еллінів.
209 р. до н. е. Ганнібалом було втрачено Тарент, у відповідь він розгромив римську армія при Локрах у 208 р. до н. е. — у битві загинув консул Марцелл, а консул Кріспін отримав тяжке поранення. Ця перемога відродила в Ганнібала надію на успішне продовження боротьби — з Іспанії було відкликано його брата Гасдрубала з підкріпленням. Цим надіям не вдалося втілитися в життя — під час переходу Гасдрубал потрапив у засідку консула Гая Клавдія Нерона під Метавром і загинув. Його голову було відрубано і кинуто всередину табору Ганнібала — це послугувало для нього знаком, що Італія неминуче буде втрачена. До невдачі Магона в Лігурії, проблем з Філіпом V додалося ще й вторгнення Сципіона до Африки після переможної кампанії в Іспанії.
У 203 р. до н. е. Ганнібала було викликано карфагенським сенатом для захисту його африканських володінь. Залишивши кілька записів про свій похід у храмі в Кротоне, він відплив назад до Африки. До прибуття Ганнібала карфагеняни вже встигли зазнати кількох поразок від Сципіона і почали переговори про перемир'я. Його положення були жорсткими, але все ж залишали Карфагену право на існування — за ним залишалися його африканські володіння, але скасовувалося право на контроль над іншими колоніями. Також пунійці повинні були скоротити свій флот, виплачувати Риму контрибуцію та надати незалежність Нумідії.

Поява полководця зміцнила позиції Баркідів, які надали йому командування армією, зібраною з ветеранів Ганнібала та місцевих новобранців. Окрилені ореолом непереможності, який висів над ним, карфагеняни припинили переговори з римлянами і відмовилися від уже узгоджених положень. Ганнібал мав дати вирішальну битву Сципіонові при Замі.

### Битва при Замі

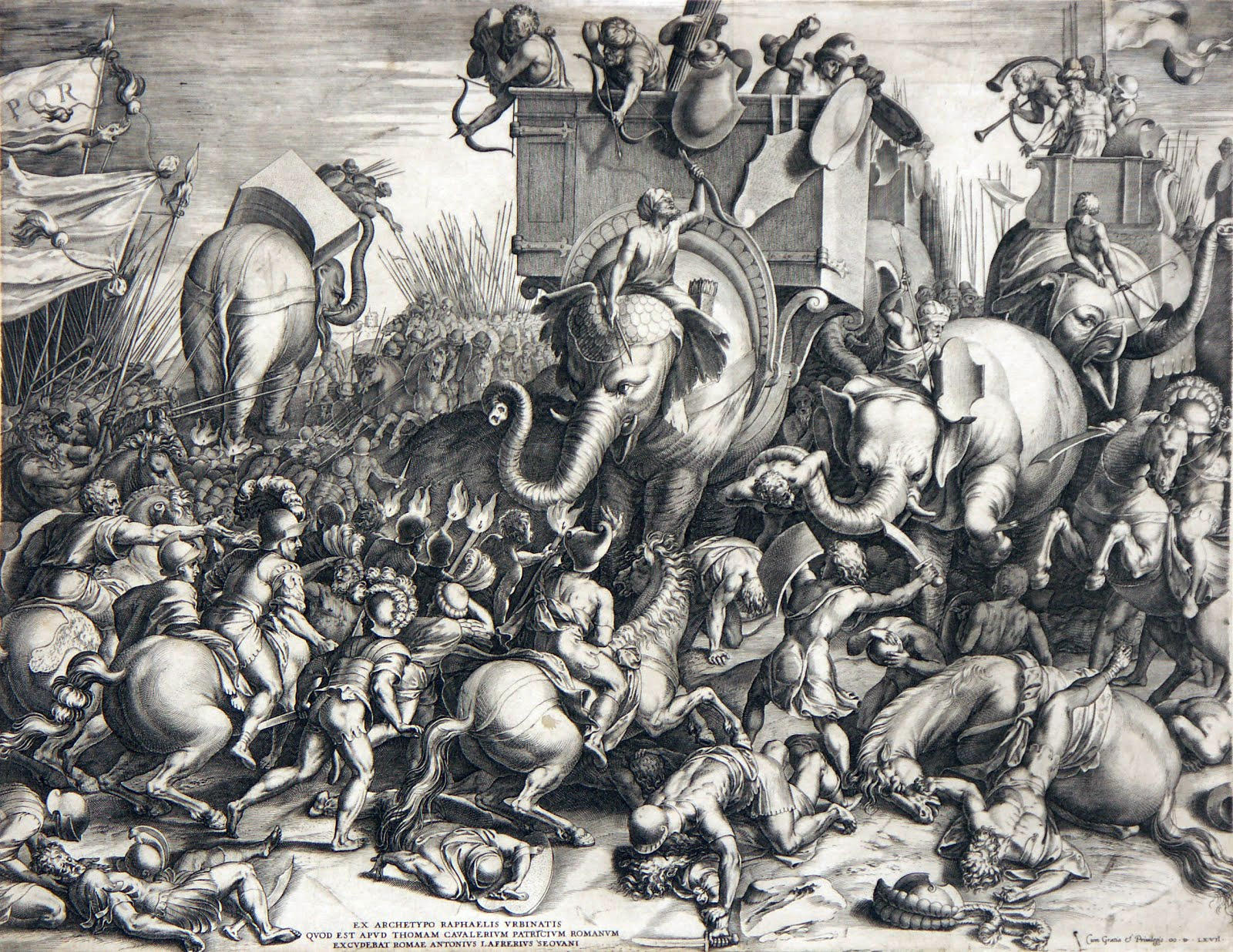
Корнеліс Корт. «Битва при Замі» (1567)

Підійшовши до Зами, Ганнібал відправив розвідників у табір Сципіона, але їх місію було розкрито. Сципіон не наказав стратити або ув'язнити полонених, а навпаки — провести їх по всьому табору і відправити назад. Карфагенський полководець був здивований такою впевненістю у власних силах його супротивника і запропонував Сципіонові зустріч в околицях Зами. Він запропонував  візаві свої умови припинення війни, привівши у приклад те, як сам не так давно стояв в околицях Риму. Проконсул відмовився і наступного дня мала відбутися битва.
На відміну від інших битв Другої Пунічної війни, при Замі саме римляни мали перевагу в кавалерії. Нумідійський цар Масинісса зрадив Ганнібала через обіцянки римлян надати йому території та через власні суперечки з карфагенським союзником царем Сіфаксом. Незважаючи на те, що сам Ганнібал після стількох років війни в Італії знаходився у стані повного морального і фізичного виснаження, карфагеняни мали значну перевагу в чисельності і розраховували на 80 бойових слонів.
Нумідійці Масинісси зім'яли недосвідчену кавалерію карфагенян, а бойові слони, які повинні були виступити у ролі смертоносної зброї, стали нею проти самих пунійців — маніпули розступилися перед атакою слонів, тварин закидали пілумами, а вцілілі, налякані звуками римських труб і свистом, розвернулися й атакували власні ряди. Ганнібал намагався врятувати положення, покладаючись на своїх ветеранів, які стримували легіонерів Сципіона, але нумідійська кавалерія несподівано завдала удару в тил — його армія опинилася в оточенні. Ганнібал утік з поля бою з невеликим загоном вершників у містечко Гадрумет.
Після поразки Ганнібал не бачив уже жодних шляхів для продовження боротьби і закликав сенат прийняти капітуляцію на будь-яких умовах. Карфаген, відповідно до мирного договору, втрачав усі свої заморські та африканські володіння, окрім самого міста Карфаген та приміських районів, скорочувалася армія та розпускався весь військовий флот, окрім 10 кораблів. Також пунійці зобов'язані були виплачувати римлянам військову контрибуцію протягом 50 наступних років.

Поразка вдарила також і по авторитету Ганнібала, Карфаген у його повоєнному становищі вже не міг вести суперництво за володіння Середземномор'ям.

## Повоєнна кар'єра
Про перші повоєнні роки Ганнібала у нас недостатньо відомостей. Відомо лише те, що його не було передано римському правосуддю через сприяння Сципіона Африканського. Ганнібал залишався ідолом для багатьох громадян Карфагену, його не покарали за поразку у війні і навіть залишили на чолі армії для запобігання ситуації, з якою мав справу його батько Гамількар — повстання найманців. Приблизною датою, коли Ганнібал склав повноваження командувача, називається 199 р. до н. е.

### Карфагенський політик
196 р. до н. е. Ганнібала було обрано на посаду суфета — вищого управлінця в Карфагені. Перебуваючи на ній, він здійснив ряд важливих реформ — він намагався обмежити вплив олігархічної верхівки на управління державою, реформувавши Раду Ста Чотирьох — тепер посада судді переставала бути довічною і обмежувалася двома термінами, до того ж її стало неможливо зайняти напряму, обминувши інші посади.
Також Ганнібал звернув свій погляд на корупцію, яка процвітала в країні — через розкрадання казни у Карфагена навіть не вистачало коштів на виплату контрибуції Риму. Провівши аудит, він знайшов причетних до махінацій і пообіцяв повернути в казну всі викрадені ними кошти. У державі, де торгівці були панівним класом, такий вчинок не міг не привести до того, що його почали ненавидіти олігархи. Під приводом антиримської діяльності і звинувачень у переговорах з царем Селевкідів Антіохом ІІІ Ганнібал мав бути виданий римлянам, але, розуміючи всю серйозність ситуації, він вирушив у вигнання добровільно, відпливши у Тір, батьківщину фінікійців, який був частиною імперії Селевкідів.

### У вигнанні

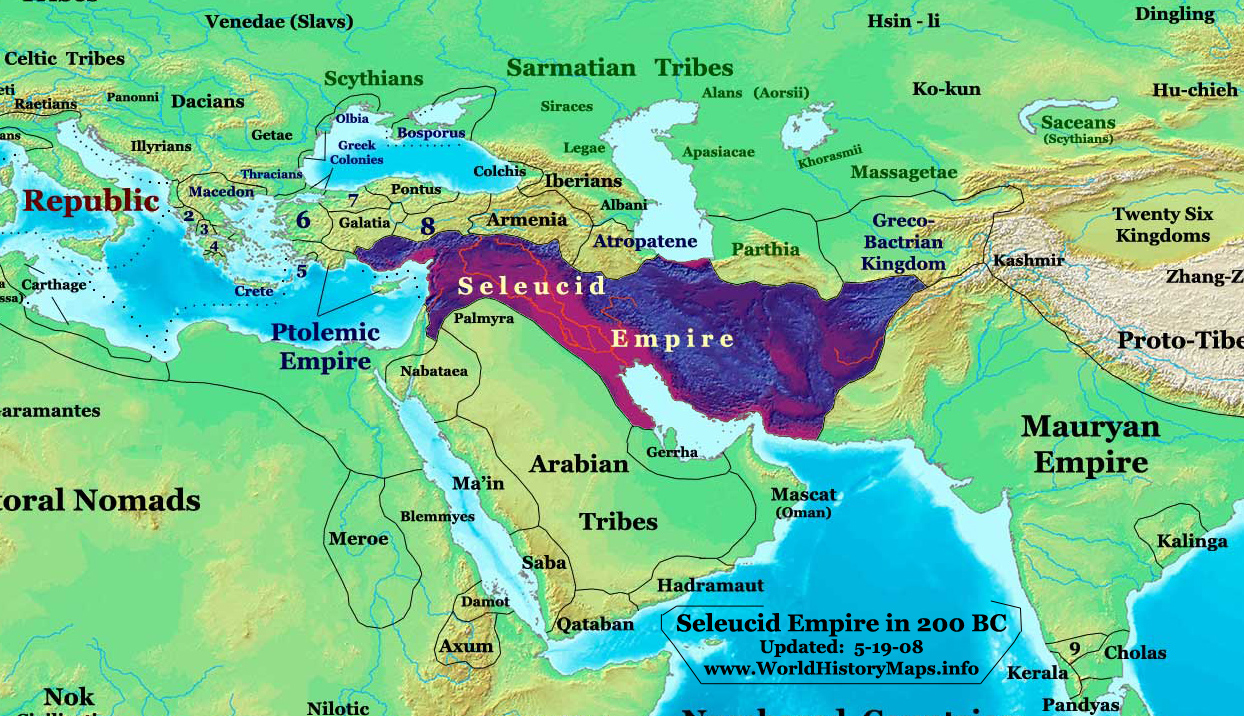
Держава Селевкідів у 200 р. до н. е.

Після прибуття в Тір Ганнібал вирушив спочатку в Антіохію, а потім в Ефес, де у 195 р. до н. е. зустрівся з царем Антіохом ІІІ. Він готувався до війни з Римом і Ганнібал вирішив допомогти йому в цьому. Імперія Селевкідів була на той час найбільшою державою сходу, але рівень дисципліни та виучки у війську, які побачив Ганнібал, його не вразили. Карфагенян запропонував зібрати флот і провести висадку на півдні Італії, а командиром цієї авантюри призначити його самого. Проте Антіох, боячись зростання впливу Ганнібала, не наважився призначати його командувачем.
Будучи при дворі Антіоха, Ганнібал неодноразово відвідував виступи елліністичних філософів. Як пише Цицерон, одного разу він прийшов на лекцію філософа Форміона, який у той час дискутував на тему обов'язку полководця. Ганнібал запитав його думку про себе, той відповів, що «бачив багато старих безумців за своє довге життя, але цей перевершив їх усіх».
У 192 р. до н. е. Антіох почав Сирійську війну проти Риму. На відміну від Ганнібала, який радив вторгнення в Італію, він повів армію в Елладу і зазнав у 191 р. до н. е. поразки під Фермопілами. Ганнібал же, своєю чергою, був призначений командувачем флотилії, це командування не завершилося успіхом, адже ескадра поступилася в битві родоському флоту Евридимона.
Після повернення до Азії Антіох ІІІ зазнав нищівної поразки у 190 р. до н. е. у битві при Магнезії. Війна завершилася, а римляни почали вимагати видачі Ганнібала.

Ганнібал відплив спочатку на Крит, а потім знову повернувся до Малої Азії, де знайшов притулок у віфінського царя Прусія, який вів війну проти римського підданого пергамського царя Євмена ІІ. Він згодився стати на бік Прусія у цій війні. Одна з відомих морських перемог Ганнібала над Євменом ознаменована тим, що той використав наступну хитрість — він наказав воїнам кидати глеки з отруйними зміями на палуби кораблів супротивника, чим викликав там велику паніку.

### Останні роки та смерть
Однак у 183 р. до н. е. римляни довідалися про присутність Ганнібала при дворі Прусія й направили у Віфінію вимогу його видачі. Можливо, Прусій сам видав полководця, бажаючи отримати хвалу від римлян. Його солдати оточили притулок Ганнібала і той, не бажаючи здаватися римлянам, прийняв отруту з персня, який постійно носив при собі. Павсаній же пов'язував смерть Ганнібала з падінням з коня, Ювенал притримувався версії про отруту, за його записами, Ганнібал перед смертю залишив лист такого змісту: «Потрібно нарешті позбавити римлян від докучливого старого чоловіка».

## Особистість
Через фактично повне знищення усіх пунічних джерел при описі особистості Ганнібала ми задовольняємося лише джерелами римського походження.
Тіт Лівій описував його як здібного полководця, готового проходити через будь-які труднощі, але через те, що Ганнібал мав постати для народу у вигляді антигероя, частіше концентрувався на його недоліках, таких як розпущеність, безчестя, жорстокість. Саме таке кліше можна спостерігати у творах майже всіх римських авторів.
Полібій дещо пом'якшив цей контраст, відмітивши, що про його жадібність він чув лише від опозиційних Ганнібалу олігархічних кіл, а жорстокість у воєнний час не є чимось дивним, оскільки не лише карфагенянин, а й римляни нерідко вдавалися до цього пороку.

### Особисте життя
Ця сторінка життя Ганнібала не радує нас розлогими фактами. Щодо офіційних стосунків, то відомо лише, що ще до війни він, за свідченнями Лівія, одружився з неназваною іберійкою з Кастелона, яку Сілій Італік називає Імількою. У 218 р. до н. е. перед тим, як виступити в похід, він залишив її або відправив у Карфаген, більше ніяких згадок про їх зустрічі не зафіксовано.
Доповнюючи клішований портрет Ганнібала, римські історики додали до нього згадки про його стосунки з повіями під час перебування у Південній Італії. Інколи Ганнібал навіть і не сплачував повіям, за що серед них був небажаним гостем.

### Талант полководця
Ганнібал був одним з перших великих полководців античності, політ стратегічної і тактичної думки якого сягнув висот, достойних сучасності. Він ставив понад усе мобільність, добре організовану розвідку, налагодження комунікацій і постачання продовольства. Аналіз обстановки проводився залежно від ситуації — як географічної, так і фізичної та моральної. Під останнім мається на увазі використання коливань серед воїнів у таборі противника для розрахунку оптимального часу битви.
Основу армії Ганнібала складали піхотинці, але вирішальна роль у битвах була за кавалерією. Ганнібалові притаманна відсутність недооцінки суперника та, відповідно, прискіплива підготовка до битви, але в той же час — концентрація на слабких сторонах опонента і здійснення по них несподіваних ударів.
До сьогодні на заняттях з тактики військовики розглядають битву при Каннах як винятковий зразок ефективного використання власних сил для оточення та повного знищення сил супротивника.

### Релігійні погляди
Хоча римляни й називають Ганнібала безбожником, той же Тіт Лівій пише, що він вшановував бога Мелькарта, який був покровителем його роду. Римлянам було достатньо складно зрозуміти пунічне релігійне тло, тому їх частіше за все звинувачували у неповазі до богів. Більше того, автори, які описували Ганнібала, жили в часи незадовго перед руйнуванням Карфагену або й після того, зі знищенням карфагенської культури зникли і регламенти релігійних ритуалів.

Під час перебування в Італії за Ганнібалом не помічено руйнування місцевих святинь, а навпаки їх протекцію. Перед тим як покинути Апенніни, у храмі Юнони Лацинії у Кротоне він залишив напис фінікійською та латиною, у якому перелічувався список своїх діянь за час перебування в Італії.

## Спадщина Ганнібала

### Значення Ганнібала в античному світі

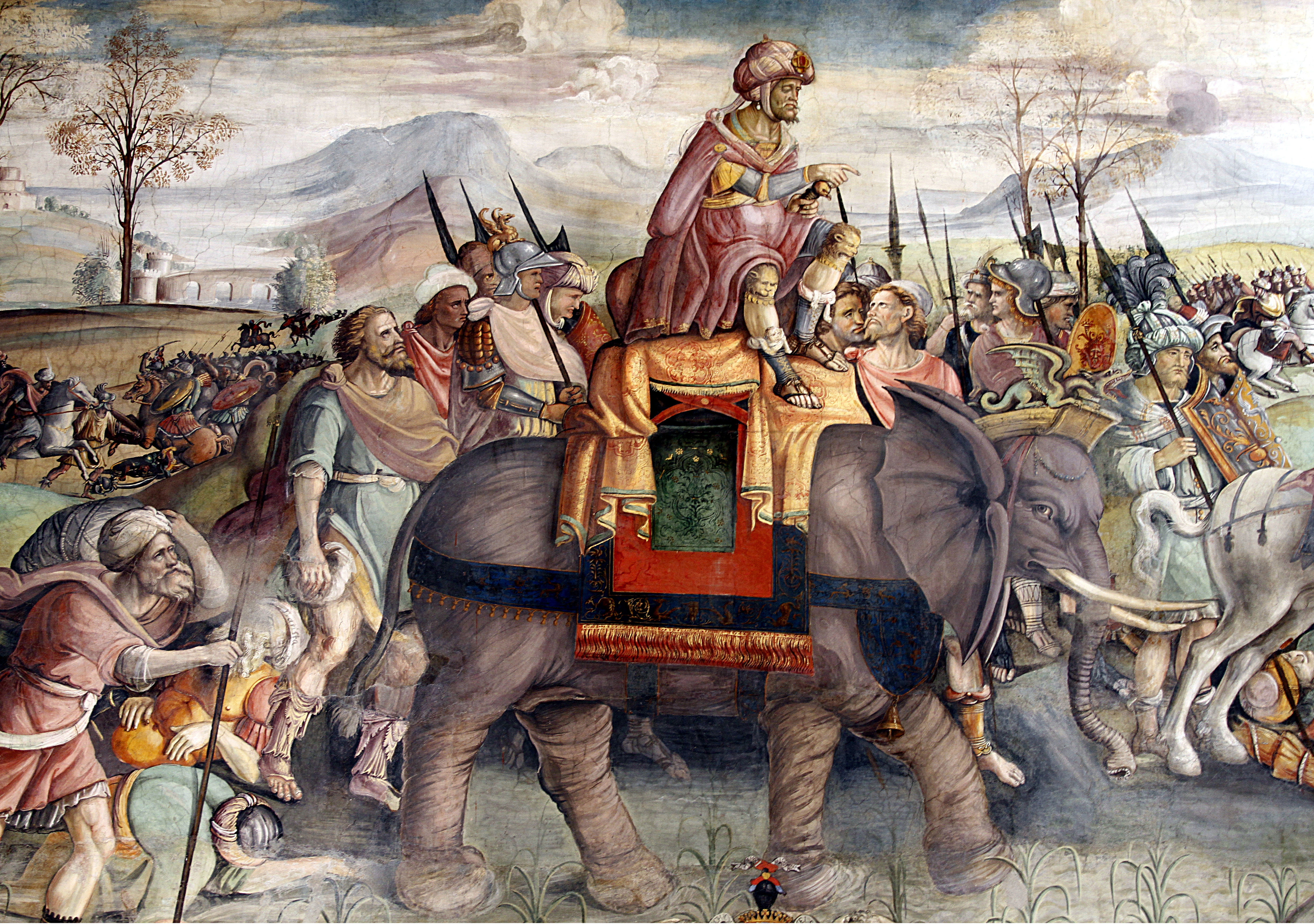
Фреска Ганнібал переходить Альпи, Капітолійський музей

Ганнібал спричинив величезне потрясіння в римському суспільстві. Протягом не одного покоління римські матері лякали своїх дітей його іменем. Перетворившись у постать, що вселяє жах, символ несподіваного потрясіння, це ім'я не полишало навіть стіни римського сенату, де фраза  'Hannibal ante portas'  («Ганнібал на порозі») вживалася ораторами, щоб виразити їх страх та занепокоєння.
Роботи Лівія, Фронтінія, Ювенала, як вже було зазначено, пронизані обережним захопленням. Римляни навіть встановлювали статуї Ганнібала, щоб показати, наскільки сильного противника вони змогли здолати. Однак вони також і відкидали будь-які думки про те, щоб визнати поразку або розпочати мирні переговори — під час війни римляни відмовилися викуповувати полонених легіонерів після битви при Каннах.
Протягом війни не спостерігалося жодних заворушень серед римських громадян, ніхто в сенаті не агітував за мир, у Римі не зародилося ніяких прокарфагенських рухів та угруповань. У цей період римські аристократи змушені були забути про власні суперечки під страхом зовнішнього ворога, що, однак, не стосувалося поля бою — кожен з римлян бажав командувати у переможній над Ганнібалом битві. Ганнібалового військового генія виявилося недостатньо, щоб внести розлад у політичне та суспільне життя республіки.
Опираючись на Лівія, варто зауважити, що римляни протягом усієї війни всерйоз побоювалися непередбачуваного Ганнібала, під час його походу на Рим 211 р. до н. е. «посланець, який подорожував з Фрегелл день і ніч без зупинки своєю звісткою здійняв велику паніку в Римі, … люди здіймали свої руки до неба в надії, що боги дарують їм та їхнім дітям спасіння й вирвуть місто з лап ворога.» Сенат, однак, вирішив не знімати облогу Капуї, але посилити гарнізон столиці на 15 тис.
Більше того, після битви при Каннах сенат вирішив не послаблювати гарнізон жодного з провінційних міст, щоб краще захистити Рим. Насправді римляни мали змогу мобілізувати додатково величезні людські резерви і планомірно розвивали свій успіх, покладаючись на багатьох командирів. Ганнібалові ж за всі окуповані землі довелося відплатити тією ж ціною — втратою і руйнуванням своїх.
Цицерон малює картину з «благочестивим» Пірром і «кровожерливим» Ганнібалом, але її можна подати і в інших фарбах — він розшукав тіло Гая Фламінія Непота на березі Тразименського озера, віддав шану загиблому консулу Луцію Емілію Павлу та відіслав попіл Марцелла його родині до Риму.

### У військовій історіографії
В «Історії» Аппіана присутній опис наступного моменту: через кілька років після завершення Другої Пунічної війни Ганнібал та Сципіон знову зустрілися, цього разу вже в Антіохії. Під час прогулянки між ними зав'язалася бесіда про полководців, на запитання Сципіона про те, кого він вважає найвеличнішими воєначальниками, Ганнібал відповів таким чином: «На перше місце я поставлю Александра, на друге Пірра, а на третє себе — я все-таки завоював Іспанію і перейшов з армією через Альпи другим після Геракла». Сципіон, сміючись, ставив ще одне запитання: «якби ти переміг мене, то на яке б місце себе поставив?». Ганнібал без прикрас відповів, — «в такому разі я б поставив себе перед Александром».
Тактичні хитрощі Ганнібала вивчали такі військові спеціалісти, як Отто Бісмарк Каспарі, Альфред фон Шліффен, який склав свій план, врахувавши досягнення карфагенянина у битві при Каннах, та Джордж Паттон.

### У літературі
Тема Ганнібала завжди викликала велике зацікавлення серед письменників, особливої уваги було приділено переходу через засніжені Альпи як монументальному воєнному подвигу.
До списку історичних романів про Ганнібала належать такі твори: роман Джека Ліндсея «Ганнібал», роман Густава Флобера «Саламбо», трилогія Росса Лекі «Карфаген», роман Ангели Рендер «Ганнібал та Сципіон».
Епізодично з'являється в поемах Вергілія, «Подорожі Гулівера» Свіфта та ін.

### У кіно та телебаченні
| Рік  | Фільм                                                          | Аннотації                                                                          |
| 2006 | Ганнібал (Hannibal — Rome's Worst Nightmare)                   | Телевізійний фільм, знятий компанією BBC з Александром Сіддігом у головній ролі    |
| 2005 | Ганнібал проти Риму                                            | Документальний фільм виробництва США, знятий компанією National Geographic Channel |
| 2005 | Правдива історія Ганнібала                                     | Документальний фільм виробництва США                                               |
| 2001 | Ганнібал — людина, що ненавиділа Рим                           | Документальний фільм, знятий у Великій Британії                                    |
| 1997 | Великі битви Ганнібала                                         | Англійське документальне кіно                                                      |
| 1996 | Мандри Гулівера                                                | Образ Ганнібала з'являється Гуліверові у магічному дзеркалі.                       |
| 1959 | Ганнібал (Annibale)                                            | Італійський художній фільм з Віктором Матуре у головній ролі                       |
| 1955 | Кохана Юпітера                                                 | Американський художній фільм з Говардом Кілом                                      |
| 1937 | Сципіон Африканський — поразка Ганнібала (Scipione l'africano) | Художній фільм італійського виробництва                                            |
| 1914 | Кабірія                                                        | Італійський німий художній фільм                                                   |

## Рекомендована література

### Першоджерела
- Полібій «Загальна історія»
- Тіт Лівій «Історія від заснування міста»
- Корнелій Непот. Життєписи видатних античних полководців / Переклад з латини, упоряд., прим., словн. імен, назв, термінів та підбір іл. Володимира Литвинова. — Київ : Прометей, 2021. — 248 с. — ISBN 978-617-7502-45-5.
- Аппіан «Сирійська війна»
- Плутарх. Порівняльні життєписи. «Фабій, Марцелл»

### Наукові праці
- Габриэль Р. А. Ганнибал. Военная биография величайшего врага Рима, оригінал: Hannibal: The Military Biography of Rome's Greatest Enemy. — М.: Центрполиграф, 2012. — 318 с. — 3 000 экз. — ISBN 978-5-227-03130-3. (рос.)
- Лансель С. Ганнибал. — М.: Молодая гвардия, 2002. — 356 с. — (Жизнь замечательных людей). (рос.)
- Lazenby J. F. Hannibal's War: A Military History of the Second Punic War. — Norman: Unversity of Oklahoma Press, 1994.
- Hoyos D. Hannibal's Dinasty: Power and Politics in the Western Mediterranean, 247—183 BC. — London: Routledge, 2003.
- Дельбрюк Г. Всеобщая история военного искусства в рамках политической истории [Архівовано 29 червня 2016 у Wayback Machine.]. — СПб.: Наука, 2001 (рос.)
- Adrian Goldsworthy The Punic Wars (Cassell, 2000) ISBN 0-304-35967-X
- Adrian Goldsworthy The Fall of Carthage: The Punic Wars 265—146 BC, (Cassell, 2003) ISBN 978-0-304-36642-2
- Adrian Goldsworthy Fields of Battle: Cannae (Orion, 2001) ISBN 0-304-35714-6